# Microstenus canaliculatus
Microstenus canaliculatus là một loài tò vò trong họ Ichneumonidae.